# 藤原惟成
藤原 惟成（ふじわら の これしげ/これなり）は、平安時代中期の貴族・歌人。初名は惟賢。字は式太。藤原北家魚名流、右少弁・藤原雅材の長男。官位は正五位上・権左中弁。

## 経歴
文章生を経て、円融朝で六位蔵人・式部少丞を務め、天延2年（974年）従五位下に叙爵し、翌天延3年（975年）三河権守に任ぜられる。師貞親王の乳母子であった関係によって早くからその身辺に仕え、親王の皇太子時代には東宮学士・侍読を務める。天元5年（982年）右少弁。
永観2年（984年）師貞親王の即位（花山天皇）に前後して従五位上・正五位下と続けて昇進し、左少弁兼五位蔵人に任ぜられる。花山天皇の信頼が篤くその側近として、天皇の叔父である権中納言・藤原義懐と並んで権勢を振るった。特に、破銭法（破銭忌避の禁止）・沽売法（物価統制令）・荘園整理令を始めとする「花山新制」の施行に当たっては、実務面において中心的な役割を担い、その権勢は世上五位摂政とまで称されたという。永観3年（985年）に検非違使佐（左衛門権佐）を、寛和2年（986年）正月には権左中弁を兼ね三事兼帯の栄誉に浴する。しかし、同年6月に発生した寛和の変によって花山天皇が退位・出家に追い込まれると、藤原義懐と共に自らもこれに従って出家し、政界から引退した。年齢は34歳。最終官位は権左中弁正五位上左衛門権佐。
法名は悟妙、後に寂空と改める。出家後は長楽寺辺に住み、聖にも勝るほど修行に励んだという。
永祚元年（989年）11月1日卒去。享年37。

## 人物
和歌にも造詣が深く、「一条大納言為光歌合」「花山天皇主催内裏歌合」などに出詠。勅撰歌人として『拾遺和歌集』（1首）以下の勅撰和歌集に15首が入首している。家集として『惟成弁集』がある。

## 逸話
『古事談』には清貧の頃より室が惟成に尽くしてきた話、自ら仕えた花山天皇が即位した後に糟糠の室を離別するも、これを恨んだ元室の祈りにより、惟成が落ちぶれて乞食となったという話が語られている。
- 惟成の家に文人の殿上人が集まった際、客人をもてなす準備の足しにするために売却できる家財が何もなかったため、市で餉（干し米）と交換して甘葛煎（甘味料）を準備し、さらにそれを給仕する者もおらず、室に半物の格好をさせて給仕に出したという[7]。

- 惟成が文章得業生で蔵人所雑色を務めていた頃に花見があった際、各人がそれぞれ一種類の品物を持ち寄りその趣向を競う遊びに参加し、飯の担当となった。準備した物を下男に担がせて持参し、花見の場で取り出すと、その中身は飯を入れた長櫃2つ、鶏卵が入った外居（3-4本足のある円筒状の蓋付容器）1つ、擣塩が一杯に入った折櫃であった。集まった人々は惟成の準備した品物を見て感心して声をあげたという。その夜に惟成が室と同衾して手枕をしたところ、妻の下髪（髪を結って後ろに垂らした部分）が全部切られて無くなっていることに気づいた。惟成が驚いて理由を問うと、太政大臣（藤原伊尹）家の炊事担当の者との間で、髪と花見のための飯を交換して、長櫃も下男に担いで持ってこさせたのだと、妻は嘆き憂いた様子もなく笑いながら答えたという[8]。

- 惟成が清貧であった頃、その室は工夫を凝らして惟成に恥をかかせなかった。しかし惟成は仕えていた花山天皇が即位するに至り、それまでの室を離縁して新たに源満仲の聟となった[注釈 1]。そのために元室は怒りを為して、貴船神社に詣でて「惟成をすぐに殺さず乞食にせよ」と祈った。百ヶ日参詣の間に室の夢の中で「惟成は今は非常な幸人であるので、どうしてすぐに乞食にできようか、少し準備することがある（ので少し待て）」との啓示があった。

幾ばくも経たないうちに花山天皇は出家し、惟成も同じく出家して托鉢を行うようになった。ここで元妻は「弁の入道（惟成）は長楽寺の辺りで乞食をしている」と聞きつけて、食事一式と白米少々を携えて惟成の前に現れ、昔のことを語った。室は泣き言や恨み言を言いつのっていたが、惟成は室の思いをもっともなこととして受け入れたという。

## 官歴
- 時期不詳：文章生
- 天禄3年（972年） 10月23日：見六位蔵人兼近江権大掾[11]
- 天禄4年（973年） 6月20日：見式部少丞[11]
- 天延2年（974年） 11月18日：従五位下（朔旦）?[12]
- 天延3年（975年） 3月10日：見三河権守[13]
- 天延4年（976年） 3月3日：見従五位下[14]
- 天元2年（979年） 5月：見三河権守[15]
- 天元5年（982年） 正月：右少弁[16]
- 時期不詳：従五位上。左少弁。東宮学士[17]
- 永観2年（984年） 8月27日：五位蔵人[17]。10月10日：正五位下?[17]。10月30日：民部大輔、元左少弁[17]
- 永観3年（985年） 正月28日：左衛門権佐、去民部大輔[18]
- 寛和2年（986年） 正月28日：兼権左中弁[19]（三事兼帯）。6月24日：出家[3]
- 永祚元年（989年） 11月1日：卒去

## 系譜
『尊卑分脈』による。
- 父：藤原雅材
- 母：藤原中正の娘
- 妻：源満仲の娘[注釈 1]
- 生母不詳の子女
  - 男子：念斅[20]
- 養子女
  - 養子：藤原経方 - 実は藤原頼方の子